# Język kaszkajski
Język kaszkajski – język turkijski, należący do grupy oguzyjskiej tychże, używany przez Kaszkajów, zamieszkujących głównie południowoirański ostan Fars.
Dzieli wiele podobieństw z językami azerskim i afszarskim, wraz z którym bywa czasem klasyfikowany jako dialekt tego pierwszego. Zapisywany perską wersją pisma arabskiego.